# Automodelisme

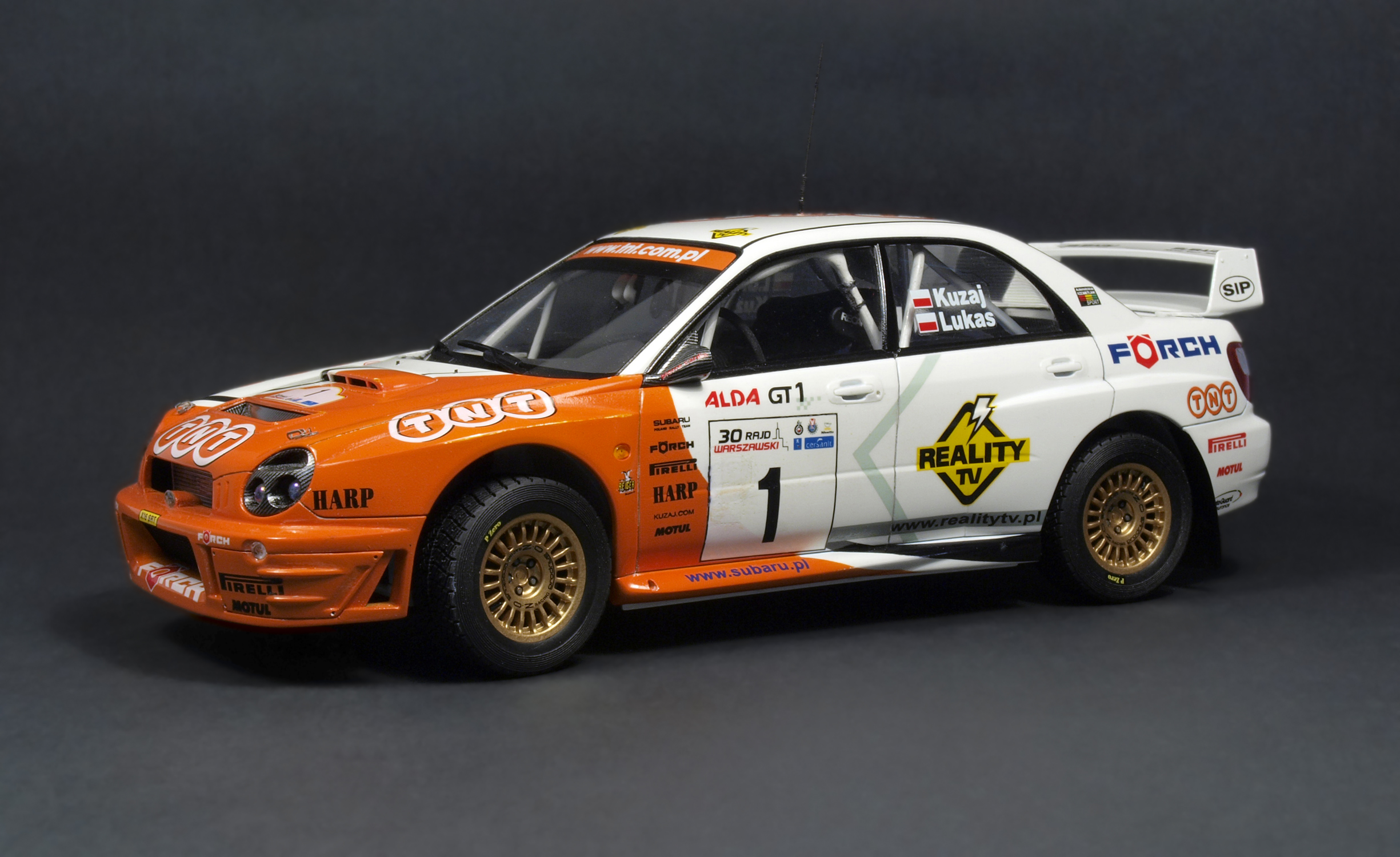
Maqueta Subaru Imprezza, en què s'aprecia el realisme que poden assolir aquestes maquetes.

L'automodelisme es refereix a la creació o col·lecció d'automòbils a escala, això és de la maqueta d'un automòbil feta a una mida més petita que la real o hipotètica. Pot ser tant una rèplica exacta d'un model real, un model fictici o una barreja d'ambdós. Els models poden estar fets en plàstic o metall, presentant ja sigui en kits de muntatge, també coneguts com "per muntar" o els que vénen a "Display", ja muntats de fàbrica.

## Història
Els primers models de cotxes van aparèixer juntament amb els primers prototips de cotxes, de manera que els inventors individuals del cotxe van començar la seva recerca amb la creació de models de treball - el 1786. el jove enginyer anglès William Murdoch va demostrar el seu model: un petit vagó de vapor d'aproximadament mig metre d'alçada, una làmpada d'esperit s'encenia sota la seva caldera de vapor. El model es podia moure de manera independent, però no estava controlat de cap manera.
Durant les dècades de 1920 i 1930, Meccano Ltd es va convertir en el fabricant de joguines més gran del Regne Unit i va produir tres de les línies de joguines més populars del segle XX : Meccano, Hornby Trains i Dinky Toys.

## Models RC

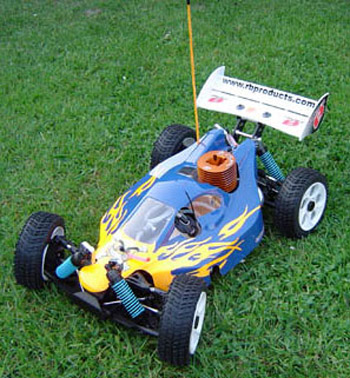
Model RC

Els cotxes radiocontrolats (també models RC, de l'anglès Radio Controlled) són controlats per una persona que utilitza un equip de control. Aquests models s'utilitzen àmpliament a causa del realisme del viatge, la sensació d'un cotxe real.
Models de cotxes, furgonetes, autobusos, camions o buggies en miniatura que es poden controlar des de la distància mitjançant un transmissor especialitzat o un comandament a distància. El terme "RC" s'ha utilitzat per a significar tant "controlat a distància" com "controlat per ràdio". "controlat a distància" inclou vehicles que són controlats per ones de ràdio, ones d'infraroig o una connexió física de cable, però aquest darrer terme ara està obsolet. L'ús comú de "RC" avui en dia sol referir-se només als vehicles controlats per ràdio, i aquest article se centra només en vehicles controlats per ràdio.
Als albors del modelisme soviètic de cotxes amb cable (década de 1950), els models es movien a velocitats de 30-40, màxim 50 km/h, però ja als anys 70 es va superar la barra dels 300 km/h

## Tipus d'escales
Les escales van des de la 1:5 ("un a cinc", és a dir, 1 cinquè de la mida original) a les de 1:87.
Les escales més usuals i difoses mundialment són la 1:12 per les reproduccions de motocicletes, tant per a armar com models ja acabats que compten amb la majoria de les seves parts de materials metàl·lics i que són també coneguts amb el terme de "Diecast", la 01:18 i 01:43 per a models de cotxes i camions en models Diecast ja acabats, la 1:24 per als models de plàstic per armar d'automòbils i camions, la 01:32 per a models per a armar de reproduccions de vehicles militars i la 01:50 per models Diecast de maquinàries pesades.

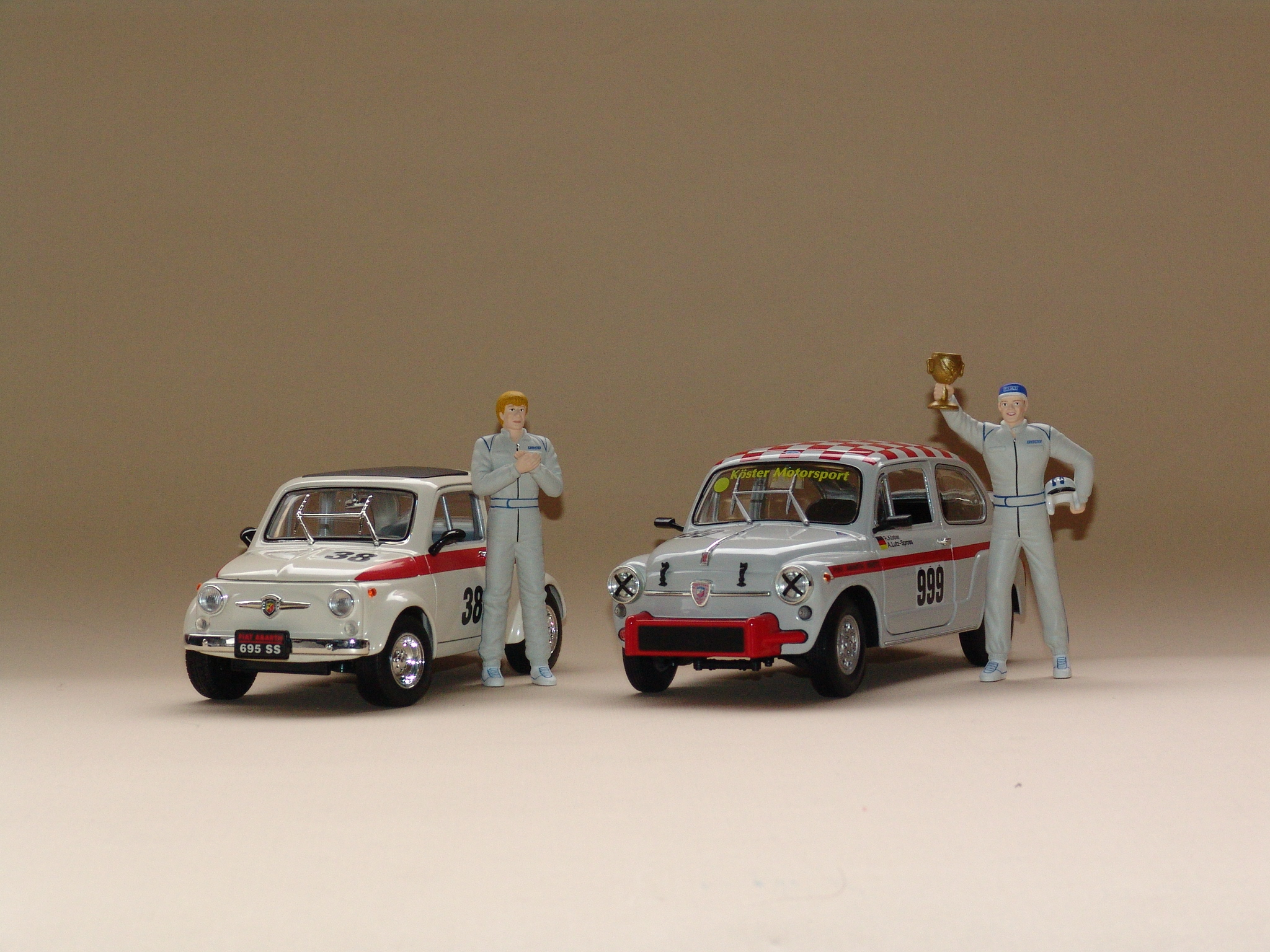
Fiat a escala de Revell 01:18 amb figures.

Hi pot haver escales en una grandària intermèdia entre les esmentades, això succeeix principalment quan un fabricant pretén estalviar costos usant un empaquetatge estandarditzat, el que repercuteix en que es faci més gran o més petita la peça en qüestió, per tal d'omplir l'embalatge.
Exemples de tipus d'escales són:
- 1:5
- 1:6
- 1:7
- 1:8

- 01:10
- 01:12
- 01:16
- 01:18

- 01:24
- 01:25
- 01:32
- 01:43

- 01:50
- 1:64
- 1:72
- 1:87

## Algunes variants
Existeixen models amb motor elèctric, normalment d'escala 1/32, que se solen anomenar "automòbils de scalextric".
Un automòbil a escala que es pot controlar a distància mitjançant un emisor de ràdio es denomina automòbil teledirigit.

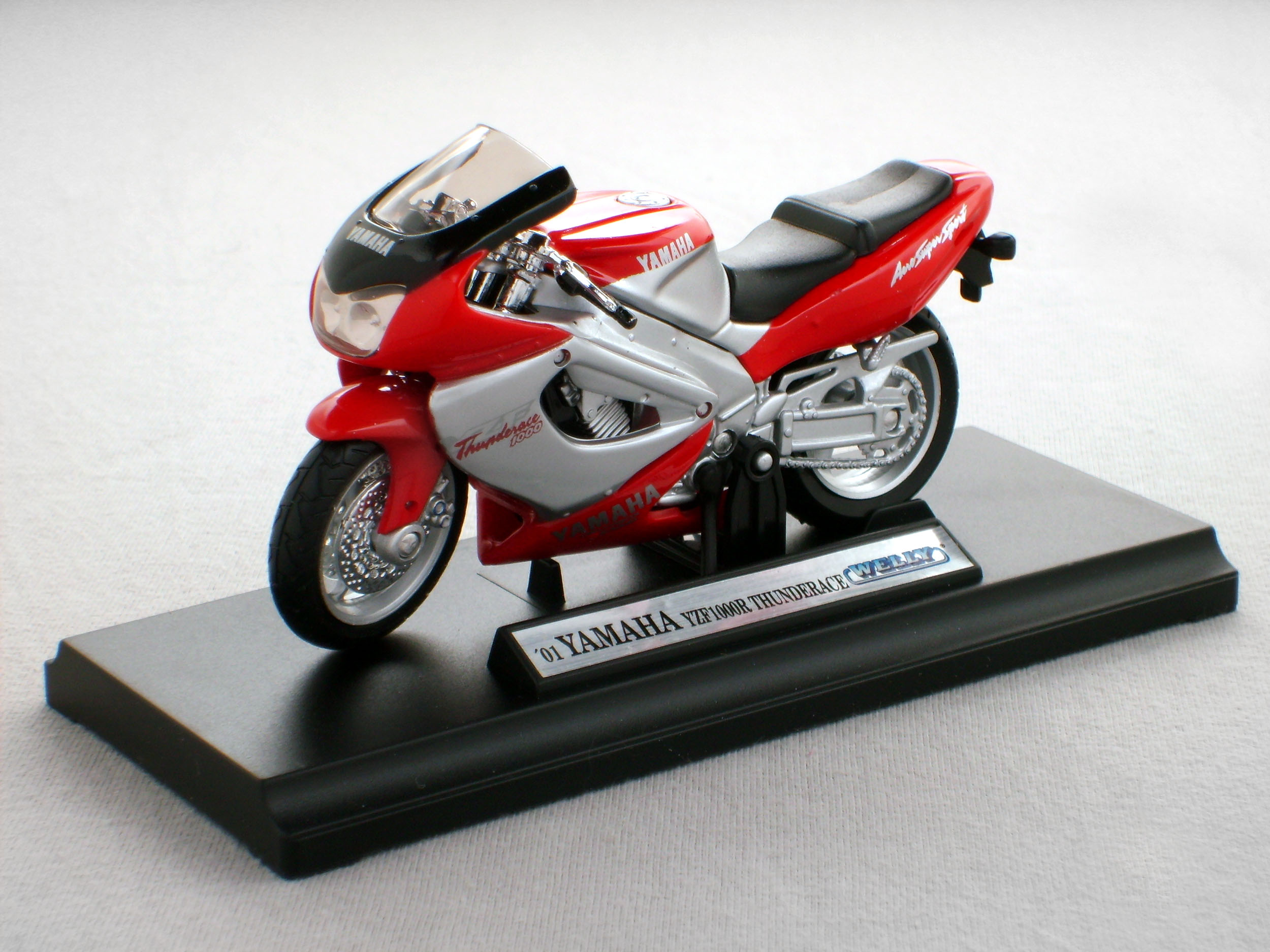
Motocicleta a escala l'armadura és metàl·lic amb detalls fets en plàstic.

## Qualitat
La qualitat i generalment el preu de la rèplica ve donada, principalment, pels materials ocupats i el major grau de detalls i acabats, respectant el que més fidelment l'original.
Hi ha aquells fabricants que confeccionen les peces a mà i que els seus articles poden arribar a costar diversos centenars de dòlars. El més comú és que es faci el ensamblat a mà.
Avui dia la major part de la fabricació d'aquests articles es realitza a la Xina, segurament pel baix de la mà d'obra, tan incident en la confecció que pot tenir més de 1000 peces diferents ensamblades.
l'escala es treu primer traient el perímetre del que es vol obtenir per a l'escala i ja es tria en què rang aquesta

## Fabricació
El sistema de fabricació més popular és el Diecast, que consisteix en la fabricació metàl·lica mitjançant emmmotllament a pressió, amb posteriors incrustacions de materials plàstics. A
causa de l'alt valor que ha assolit el ferro en el mercat mundial, el valor d'aquests articles ha augmentat considerablement en els últims anys, fent que molts col hagin hagut d'anar baixant la seva col·lecció a escales menors.

## Fabricants
El 90% d'aquestes rèpliques es realitzen actualment a la Xina per les grans marques com ara Dinky Toys, Corgi Toys, MAISTO, Minichamps, Exotic, Revell, Welly, Signature, Autoart, Kyosho, Road Legends, GMP, Lane, Cararama, Bang, Corgi, Matchbox, Rick, Burago, Tamiya, etc.
Els principals fabricants de models a escala són:
- ABC Brianza
- AHC Doorkey
- Amalgama
- AMT
- Anson
- Autoart
- AWM
- Bang
- Barnini
- Bburago
- Canviant Model Cars
- B.B.R
- Brekina
- Busch
- Cararama
- Classic Carlectables

- Conrad
- Code 3
- Corgi
- CMC
- Danbury Mint
- Dinky Toys
- Ebbro
- Eligor
- Ertl
- Exòtic
- Franklin Mint
- GMP
- Guiloy
- Herpa
- Highway 61
- Hot Works

- Italieri
- Ixo
- Jada Toys
- J Colection
- Joal
- Kinsmart
- Kyosho
- Lane Exact Detall
- MAISTO
- Majorettes
- Mattel/Hot Wheels
- Minichamps
- Mira
- Model Trans
- Mondo Motors
- Motor Art

- Motor City Classics
- Motor Max
- MR Collection models
- Muscle Machines
- New Ray
- Ninco
- Norev
- Norscot
- Nzg
- Orange House
- Otto Models
- Paudi Models
- Pilen
- Precision Collectibles
- Premium ClassiXXs
- Profil 24

- Provence Miniatures
- Rcertl
- Xarxa Line
- Revell
- Revival
- Rick
- Rietz
- Riu
- Scalextric
- Scalecarr
- Schüco
- Shelby Collectibles
- Signature
- Siku
- Solido
- Spark

- Sunnyside
- Sun Star
- Tamiya
- Tomic
- Trofeu
- True Scale
- Universal Hobbies
- UT Models
- Vitesse
- Welly
- Wiking
- Yat Ming